# دوناوان لیچ (بازیگر)
دوناوان لیچ (به انگلیسی: Donovan Leitch) (زاده ۱۶ اوت ۱۹۶۷) بازیگر آمریکایی است.
از فیلم‌های معروف او می‌توان به بازی در افتخار اشاره کرد.